# René Baulard
René Baulard va ser un militar francès que va comandar les tropes franceses amb presència a Andorra durant els anys 30 del segle xx. Hi va fer cap amb motiu de la revolta del 1933, concretament el 19 d'agost, per tal de restablir i mantenir l'ordre al país, i per fer respectar les decisions dels coprínceps en aquell conflicte. El mateix Baulard es qüestionava la legalitat de la presència de les tropes franceses a Andorra, donat que aquestes no havien d'actuar fora de territori francès. El 9 d'octubre el destacament de la gendarmeria va abandonar el país. Hi va tornar però el 1936, per tal de mantenir l'ordre amb motiu de la Guerra Civil espanyola. Baulard controlava el pas per la duana i expedia els certificats corresponents. També atorgava la documentació que permetia passar a França en direcció a San Sebastià.
Va entrevistar-se, al costat del síndic Francesc Cairat, amb les tropes franquistes quan van arribar a la frontera hispanoandorrana el 1939. En va sortir el 1940 per ordre del mariscal Pétain. Va ser condecorat pel síndic el 17 de maig de 1937 i va ser nomenat ciutadà honorari d'Andorra.

## Obres
- 1930 La Gendarmerie d'Afrique (1830-1930)
- 1938 L'Andorrane (llibret de poesia)
- 1943 La gendarmerie française dans les Vallées d'Andorre : (18 août - 9 octobre, 1933)